# Do Německa na zkušenou
Do Německa na zkušenou – Versuch's mal in Deutschland je projekt, který vznikl pod záštitou Česko-německého fóra mládeže.[zdroj⁠?!] Hlavní myšlenka – informovat co nejvíce mladých lidí v České republice o jejich možnostech v Německu – vznikla na půdě Česko-německého fóra mládeže již v roce 2005 pod vedením Báry Procházkové.

## O projektu
V projektu se angažují tři hlavní koordinátoři, kteří mají na starosti konkrétní sekce:
- komunikace se školami a referenty,
- public relations,
- management a vedení projektu.

Další významnou složku tvoří finance.
Do projektu je každoročně zapojeno 15–20 aktivních referentů, kteří prezentují možnosti studia, práce a dobrovolnictví v zahraničí se speciálním zaměřením na Německo na středních školách po celé republice. Roku 2011 byly zahájeny prezentace pro vysokoškoláky, o čtyři roky později i pro žáky základních škol. Od roku 2013 došlo ke změně v rozložení referentů, pro zefektivnění spolupráce mezi partnery, referenty, školami a koordinátory vznikly pracovní skupiny, zabývající se nejdůležitějšími třemi pilíři, dle kterých jsou také rozděleny funkce koordinátorů.